# Adalbert Hamman
Adalbert Gautier Hamman (ur. 14 czerwca 1910 w Rahling, zm. 20 lipca 2000 w Paryżu) – francuski franciszkanin, patrolog,  autor publikacji z zakresu historii wczesnego kościoła chrześcijańskiego.
Był wykładowcą patrystyki na Uniwersytecie w Montreal oraz Instytutu Patrystycznego Augustinianum w Rzymie. Hamman wydawał też pisma Ojców Kościoła. W 2003 roku ustanowiono na jego cześć "Nagrodę Adalberta Hammana" przyznawaną za wybitne osiągnięcia z dziedziny popularyzacji literatury Ojców Kościoła.

## Autor publikacji
- "Życie codzienne pierwszych chrześcijan", 1973, (po polsku w 1990),
- "Portrety Ojców Kościoła", 1978,
- "Życie codzienne w Afryce Północnej w czasach św. Augustyna", 1988